# واكي
واكي هي بلدية في اليابان، وبلدة في اليابان، تقع في ياماغوتشي، ومقاطعة كوغا، بلغ عدد سكانها 6,297 نسمة وذلك حسب إحصائيات سنة 2018، تبلغ مساحتها 10.58 كيلومتر مربع.

## الموقع
تشترك في الحدود مع:
- أوتاكي، هیروشیما.

## توأمة
لواكي اتفاقيات توأمة مع:
- إينيوا (10 يوليو 1979 - )